# North Coast AVA
North Coast AVA (anerkannt seit dem 21. September 1983) ist ein überregionales Weinbaugebiet im US-Bundesstaat Kalifornien. Das Gebiet erstreckt sich nördlich von San Francisco über die sechs Verwaltungseinheiten Lake County, Marin County, Mendocino County, Napa County, Sonoma County und Solano County. Diese riesige Region deckt eine Fläche von mehr als 12.000 km² ab und ist in eine Fülle kleinerer Subregionen aufgeteilt. Allen Subregionen ist gemein, von den kühlenden Nebeln des Pazifischen Ozeans zu profitieren.

## Subregionen
Um dem Terroir-Gedanken Rechnung zu tragen, wurde das riesige Gebiet in eine Fülle kleiner AVA's unterteilt. Zurzeit sind folgende Herkunftsbezeichnungen definiert:
Alexander Valley AVA, Anderson Valley AVA, Atlas Peak AVA, Benmore Valley AVA, Los Carneros AVA, Chalk Hill AVA, Chiles Valley AVA, Clear Lake AVA, Cole Ranch AVA, Covelo AVA, Diamond Mountain District AVA, Dos Rios AVA, Dry Creek Valley AVA, Green Valley of Russian River Valley AVA, Guenoc Valley AVA, High Valley AVA, Howell Mountain AVA, Knights Valley AVA, McDowell Valley AVA, Mendocino AVA, Mendocino Ridge AVA, Mt. Veeder AVA, Napa Valley AVA, Northern Sonoma AVA, Oak Knoll District of Napa Valley AVA, Oakville AVA, Potter Valley AVA, Red Hills Lake County AVA, Redwood Valley AVA, Rockpile AVA, Russian River Valley AVA, Rutherford AVA, Solano County Green Valley AVA, Sonoma Coast AVA, Sonoma Mountain AVA, Sonoma Valley AVA, Spring Mountain District AVA, St. Helena AVA, Stags Leap District AVA, Suisun Valley AVA, Wild Horse Valley AVA, Yorkville Highlands AVA, Yountville AVA.

## Countys
Gemäß der amerikanischen Gesetzgebung hat jedes County in den Vereinigten Staaten den Status einer geschützten Herkunftsbezeichnung. Findet man die Bezeichnung North Coast oder den Namen eines County auf dem Etikett, wird der Wein meist als Mischung aus verschiedenen untergeordneten Anbauregionen hergestellt.